# Olivier Remaud
Olivier Remaud ist ein französischer Kulturphilosoph. Er ist Philosophieprofessor an der École des Hautes Études en Sciences Sociales (EHESS) von Paris und hat das Centre d’études sociologiques et politiques Raymond-Aron 2013 bis 2017 geleitet.
Remaud wurde an der École normale supérieure (Paris) ausgebildet und lehrte 1997 Philosophie an der Universität Tours, wo er mit dem Renaissanceforscher Bruno Pinchard zusammenarbeitete. Er arbeitete an der École française de Rome (1997), war Research Fellow der Alexander-von-Humboldt-Stiftung (2002–2003) und der Volkswagenstiftung (2004–2005), Gastprofessor an der Freien Universität Berlin (2006–2007), am Centre Marc Bloch und an der Universität Oslo (2007) und J. William Fulbright Research Scholar an der State University of New York (2008). Remaud leitet das Gebiet History and Theory of Cosmopolitanisms. 
Remaud befasste sich mit Historikern (Jules Michelet, Giambattista Vico, Niccolò Machiavelli), dem Kosmopolitismus, der freiwilligen Einsamkeit und zuletzt dem Leben des dänischen Seefahrers Vitus Bering.
Er erhielt 2013 den Friedrich Wilhelm Bessel-Forschungspreis der Alexander-von-Humboldt-Stiftung.

## Schriften
- Michelet. La Magistrature de l’histoire, Michalon, 1998, 2. Aufl. 2010
- Les Archives de l’humanité. Essai sur la philosophie de Vico, Seuil, 2004
- mit Soraya Nour (Hg.): War and Peace. The role of science and art, Duncker & Humblot, Berlin 2010.
- (Mithrsg.): Faire des sciences sociales,  EHESS Press, 2012, 3 Bände
- Un monde étrange. Pour une autre approche du cosmopolitisme, Presses Universitaires de France, 2015 ISBN 978-2130652168
- Solitude volontaire, Albin Michel, 2017, 2. Aufl. 2019
- Errances. Vie de Bering, éditions Paulsen, 2019